# Bus-Obo
El Bus-Obo és un con volcànic de Mongòlia. S'eleva fins als 1.162 metres sobre el nivell del mar. El con, de 90 metres d'altura, està format per roques basàltiques, que tan poden ser del Plistocè com de l'Holocè. Es troba dins un cinturó de l'orogènesi caledoniana, a l'àrea del Gobi Central.